# Duch i Mrok
Duch i Mrok (ang. The Ghost and the Darkness) – amerykański film przygodowy z 1996 roku.

## Fabuła
Afryka, 1896 roku. Nad rzeką Tsavo w Kenii trwa budowa linii kolejowej prowadzona przez firmę Roberta Beaumonta. Pracami kieruje młody inżynier - płk John Patterson. Pewnego dnia znikają pracownicy budowy. Odpowiadają za to dwa lwy nazywane: Duch i Mrok. Patterson i Beaumont proszą o pomoc doświadczonego myśliwego Charlesa Remingtona.

## Obsada
- Michael Douglas – Charles Remington
- Val Kilmer – Pułkownik John Henry Patterson
- Tom Wilkinson – Robert Beaumont
- John Kani – Samuel
- Bernard Hill – dr David Hawthorne
- Brian McCardie – Angus Starling
- Emily Mortimer – Helena Patterson
- Om Puri – Abdullah

## Nagrody i nominacje
Oscary za rok 1996
- Najlepszy montaż dźwięku

Złota Malina 1996
- Najgorszy aktor drugoplanowy - Val Kilmer (nominacja)